# Liga Mexicana 1909/10
In 1909/10 werd het achtste seizoen gespeeld van de Liga Mexicana de Football Amateur Association, de hoogste voetbalklasse van Mexico. Reforma AC werd kampioen.

## Eindstand
| Plaats | Club         | Wed. | W | G | V | Saldo | Ptn. |
| ------ | ------------ | ---- | - | - | - | ----- | ---- |
| 1.     | Reforma      | 6    | 5 | 1 | 0 | 21:4  | 11   |
| 2.     | Popo Park    | 6    | 2 | 2 | 2 | 5:8   | 6    |
| 3.     | British Club | 6    | 1 | 2 | 3 | 3:8   | 5    |
| 4.     | Pachuca AC   | 6    | 0 | 2 | 4 | 1:10  | 2    |

|  | Kampioen                                 |
|  | Popo Park werd na dit seizoen ontbonden. |

### Kampioen
| Liga Mexicana de 1909/10    |
| Mexico                      |
| --------------------------- |
| REFORMA Kampioen (4° titel) |

## Topschutters
| Speler            | Speler              | Goals | Club    |
| ----------------- | ------------------- | ----- | ------- |
| Vlag van Engeland | Robert J. Blackmore | 4     | Reforma |